# Blanche Huber
Blanche Huber (Birkirkara, 17 de agosto de 1901-Birkirkara, 19 de julio de 1940) fue la primera médica en Malta.

## Biografía
Nació en Birkirkara, se casó con Joseph Caruana, un colega médico.
Fue una de las primeras alumnas de la Universidad de Malta, y se matriculó en octubre de 1919 junto con Tessie Camilleri que siguió la carrera de Letras. Fue la primera estudiante de medicina conocida en Malta y se graduó como médica por la Universidad de Malta en 1925. Sin embargo, siempre ejerció como farmacéutica en Żejtun.
Blanche Huber murió el 19 de julio de 1940 a la edad de cuarenta años

## Reconocimientos
La calle Blanche Huber en Sliema lleva su nombre.